# Der wilde Haufen von Navarone
Der wilde Haufen von Navarone (Originaltitel: Force 10 from Navarone) ist ein britischer Kriegsfilm aus dem Jahre 1978 und die Fortsetzung des Films Die Kanonen von Navarone von 1961. Die Handlung des Films basiert auf dem Buch Geheimkommando Zenica aus der Feder des Autors Alistair MacLean.

## Handlung
Nach den Ereignissen in Die Kanonen von Navarone sollen Major Mallory und Staff Sergeant Miller den Spion „Nicolai“ aufspüren und töten. Es wird vermutet, dass sich dieser Spion in den Reihen von jugoslawischen Partisanen unter der Führung von Captain Leskovar aufhält. Um nach Jugoslawien zu gelangen, sollen sich die beiden Männer mit der Sabotage-Einheit Force 10 unter der Führung von Mike Barnsby zusammenschließen. Deren eigentliche Aufgabe ist es, eine strategisch wichtige Brücke in Bosnien zu sprengen. Um möglichst unauffällig nach Jugoslawien zu gelangen, stiehlt die Gruppe einen Avro Lancaster Bomber von einem britischen Luftwaffenstützpunkt in Termoli, Italien. Während dieser Aktion wird zufällig Sgt. Weaver befreit und er nimmt an der Mission teil. Kurz nach dem Erreichen des jugoslawischen Luftraums wird das Flugzeug von deutschen Nachtjägern angegriffen und abgeschossen. Der größte Teil der Force 10 stirbt, nur Barnsby, Mallory, Miller, Weaver und Doug Reynolds haben den Absturz überlebt. Die Überlebenden treffen auf eine Gruppe unter dem Kommando von Capt. Drazak, die sich als Partisanen ausgeben, und sie in ihr Dorf einladen, doch dort stellt sich heraus, dass es Kollaborateure – serbische Tschetniks – sind, die mit den Deutschen zusammenarbeiten.
Die Deutschen nehmen die Alliierten gefangen. Sie werden von Major Schroeder verhört. Dabei geben die Gefangenen vor, Deserteure zu sein. Ebenso befinde sich im Koffer – der eigentlich Sprengstoff enthält – das Medikament Penicillin im Wert von einer halben Million Pfund, welches aber sofort verderbe, wenn dieses der Luft ausgesetzt werde. Major Schroeder ist zwar nicht überzeugt, er lässt die Aussagen allerdings vom deutschen Geheimdienst überprüfen und öffnet den Koffer zunächst nicht. Am nächsten Morgen erfahren die Gefangenen von Major Schroeder, dass er den Koffer geöffnet hat, dieser aber nur Brennholz enthält. Mallory und Barnsby improvisieren und täuschen vor, das Penicillin vergraben zu haben. Schroeder befiehlt ihnen, das Penicillin auszugraben. Dabei werden sie von seiner Konkubine Maritza und drei seiner Soldaten begleitet und überwacht. Miller, Weaver und Reynolds müssen derweil im Gefängnis bleiben.
Als Mallory und Barnsby mehrere Kilometer vom Lager entfernt sind, tötet Maritza die drei deutschen Soldaten. Sie ist eine Spionin der Partisanen, die den Sprengstoff mit dem Brennholz ausgetauscht hatte, bevor Schroeder den Koffer öffnete. Sie zeigt Mallory und Barnsby den Weg zum Partisanenlager, der unter dem Kommando ihres Vaters, Major Petrovitch, steht. Auf dem Weg dorthin werden die beiden von zwei Tschetniks verfolgt, deren Gesichter bandagiert sind, da sie ihre angeblichen Verbrennungen durch deutsche Flammenwerfer nicht zeigen wollen. Mallory und Barnsby können sie jedoch durch einen Hinterhalt töten. Die beiden treffen später auf eine jugoslawische Partisanengruppe. Der Anführer dieser Partisanengruppe ist Captain Leskovar alias Nicolai, der sie zum Partisanenlager bringt, das in der Nähe der Brücke, eines breiten Flusses und einer großen Talsperre liegt.
Im Lager angekommen, treffen die beiden auf Major Petrovitch. Er ist jedoch über Mallorys Mordauftrag skeptisch, da er ihm versichert, dass der echte Nicolai bereits vor einigen Monaten liquidiert wurde. Er tadelt die beiden für das Töten der zwei bandagierten Tschetniks, da sie den Partisanen angehörten und seine einzige Verbindung zu seiner Tochter Maritza waren. Petrovitchs Hauptsorge ist ein bevorstehender Angriff der Wehrmacht: Die Deutschen bereiten sich auf den Großangriff vor, und nur eine Schlucht trennt die drei deutschen Divisionen und eine Brigade Partisanen. Nur eine einzige Stahlbeton-Bogenbrücke überspannt die Schlucht und den Partisanen ist es nicht gelungen, die Brücke zu zerstören. Barnsby offenbart, dass die Brücke das Ziel der Sabotage-Einheit Force 10 ist. Mallory überzeugt Petrovitch davon, den inhaftierten Sprengstoffexperten Miller aus dem Lager der Tschetniks zu befreien. Für die Befreiungsmission erhalten sie Unterstützung von Lescovar und Marko.
Die vier erreichen in der Nacht das Lager der Tschetniks, mit Mallory und Barnsby als Gefangene und Lescovar sowie Marko als die beiden bandagierten Männer verkleidet. Bevor sie ihre Mission erfolgreich beenden können, kommt Drazak mit den Leichen der beiden bandagierten Männer. Drazak attackiert und schlägt Maritza, da er die Wahrheit erfahren will. Unterdessen bricht im Zellenblock ein Feuergefecht aus. Major Schroeder und Reynolds werden getötet; aber Mallory, Barnsby, Miller, Weaver, Lescovar, Marko und die gerettete Maritza können mit dem gesicherten Sprengstoff in einem LKW entkommen.
Am nächsten Morgen erreichen sie das Partisanenlager. Miller untersucht die Brücke und kommt zu dem Schluss, dass es unmöglich ist, mit dem vorhandenen Sprengstoff die Brücke in die Luft zu sprengen. Doch Mallory kommt auf die Idee, die nahegelegene Talsperre zu sprengen. Dadurch sollen mehrere Millionen Tonnen Wasser die Brücke zum Einsturz bringen. Am Abend soll an einer Abwurfzone weiterer Sprengstoff von der Royal Air Force abgeworfen werden. Aber Lescovar sabotiert den Abwurf, da er einen deutschen Bomber mit Hilfe eines Funkgeräts zur Abwurfstelle navigiert. Maritza entdeckt ihn dabei, doch Lescovar erschießt sie, bevor sie die anderen vor dem Sabotage-Akt warnen kann. Der deutsche Bomber bombardiert die beleuchtete Abwurfstelle. Dabei werden mehrere Partisanenmitglieder getötet. Petrovitch, der über den Vorfall verärgert ist, befiehlt den Männern nach Italien zurückzukehren. Das Team entscheidet sich jedoch ein deutsches Munitionsdepot bei Mostar zu infiltrieren, um Sprengstoff zu stehlen – dabei werden sie von Lescovar und Marko begleitet. Lescovar verrät sie wieder und alarmiert einen deutschen Unteroffizier. Marko hört den Plan und opfert sich, um die anderen, die mit Lescovar im Waggon eines Zuges nach Sarajevo entkommen, zu retten. Lescovar erfindet eine Ausrede, aber Barnsby und Mallory entlarven ihn. Lescovar wird von Barnsby erschossen.
Barnsby, Mallory, Miller und Weaver springen aus dem Zug und kommen in einem Waldstück nahe der Talsperre an. Miller und Weaver feuern einige Feuerwerkskörper ab, um die Deutschen abzulenken, während Barnsby und Mallory sich in die Stauanlage schleichen. Im Wald wird Drazak in einem Messerkampf von Weaver getötet.
Mallory und Barnsby dringen in das Herz der Talsperre ein und verteilen die Sprengstoffladung. Die Zeit vergeht und am nächsten Morgen rücken mehrere deutsche Divisionen zur Brücke vor. Mallory und Barnsby erkennen, dass sie keine Zeit mehr haben. Sie sind gezwungen, die Sprengung vorzuverlegen und den Zünder auf 20 Sekunden zu setzen. Sie entfernen sich langsam und geben sich gegenseitig die Hand. Nachdem die Sprengladungen explodierten, sind die beiden empört, dass Millers Plan fehlgeschlagen ist. Doch die Statik der Talsperre wurde beschädigt und sie bricht langsam in sich zusammen. Barnsby und Mallory können sich aus der Stauanlage retten.
Am Ende kann die Force 10 ihr Ziel erreichen und zerstört die Brücke. Die Talsperre wurde gesprengt und die Wassermassen bringen die Brücke zum Einsturz. Das Problem ist jedoch, dass Barnsby, Mallory, Weaver und Miller sich am Ende auf der falschen Seite des Flusses aufhalten, wo sie womöglich auf deutsche Truppen treffen werden.

## Kritiken
„Aufwendiger, aber recht unglaubwürdiger Action-Film, der Krieg wieder einmal als sportlich-männliches Abenteuer darstellt.“

## Hintergrund
- Die Rolle des Keith Mallory wurde im ersten Teil von Gregory Peck gespielt, SSgt. Miller ursprünglich von David Niven.
- Bei der Brücke, die im Film zum Einsturz gebracht wird, handelt es sich um die Đurđevića-Tara-Brücke, die sich im Norden von Montenegro befindet. Ein Teil dieser Brücke wurde im Jahre 1942 tatsächlich von Partisanen gesprengt.
- Der Film nahm in den US-amerikanischen Kinos 7.230.000 US-Dollar ein.[3]
- Von dem Film existieren derzeit mindestens drei verschiedene Schnittfassungen: Die Originalkinofassung, eine restaurierte Langfassung, die in Europa veröffentlicht wurde sowie eine in den Vereinigten Staaten vertriebene, im Vergleich zur europäischen Version veränderte restaurierte Langfassung.[4]
- Barbara Bach und Richard Kiel spielten ein Jahr zuvor ebenfalls zusammen im James-Bond-Thriller Der Spion, der mich liebte und ein Jahr später in der Science-Fiction-Parodie Kampf um die 5. Galaxis.
- Alternativer deutschsprachiger Titel ist Force 10 – Die Spezialeinheit.